# Moritz Sänger
Moritz Anselm Sänger (* 3. Januar 1987 in Tübingen) ist ein deutscher Fotograf und Filmemacher.
Sänger fotografiert seit seinem 15. Lebensjahr und wurde im Jahre 2008 erstmals ausgezeichnet (als „New Talent of the Year“, 1/AWARD). Die Preisverleihung fand im Rahmen der Kölner Kunstmesse ART.FAIR 21 statt. Vom 7. Juni – 20. Juni 2009 konnte Sänger seine Fotoreihe „Arbeit und Prozess“ in der Galerie TEAPOT in Köln ausstellen.

Bis 2015 studierte Sänger Fotografie, Grafik und Typografie an der Hochschule für bildende Künste in Hamburg.
Vor seiner Auszeichnung im fotografischen Bereich machte sich Sänger bereits regional als Filmemacher einen Namen. Sein gemeinsam mit Peter Raiser gedrehter Film Zypressen lief vom 8. Februar – 12. Februar 2007 im Kino Studio Museum in Tübingen. Das Schwäbische Tagblatt schrieb: „Für einen Amateurdebütfilm dieser Länge ist Zypressen überraschend unterhaltsam geraten. Zwar entfaltet sich die Erzählung mitunter so chaotisch, dass außer den Autoren ihr wohl niemand zu folgen vermag. Dafür entschädigen eine sorgfältig konstruierte melancholische Grundstimmung, die das Lebensleid des Helden profund unterstreicht. Es gibt einige ausgesprochen schöne Bilder von Tübinger Schauplätzen: allen voran eine Fellini-esk unwirkliche Liebesszene am Brunnen vor der Neuen Aula. Auch die ausgefeilte Montage verrät einiges Talent, das man gern einmal an einer ausgereifteren Geschichte erprobt sehen würde.“

Auch das Nachfolgewerk „Jede deine Tat“ sorgte für Beachtung.